# Bizarre Creations
Bizarre Creations Limited foi um estúdio britânico de desenvolvimento de jogos eletrônicos com sede em Liverpool, mais conhecido por seus títulos de corrida Metropolis Street Racer (Dreamcast) e a série subsequente Project Gotham Racing (Xbox, Xbox 360, celulares e Zune HD). A empresa também desenvolveu jogos em outros gêneros, incluindo a série de arcade Geometry Wars, além dos jogos de tiro em terceira pessoa Fur Fighters e The Club. A Bizarre Creations foi adquirida pela publicadora Activision em 2007 e, posteriormente, concluiu seu jogo de corrida Blur em maio de 2010.
Em 20 de janeiro de 2011, a Activision anunciou o fechamento da Bizarre Creations e, posteriormente, confirmou a data. A Bizarre marcou o fechamento lançando um vídeo retrospectivo de seu trabalho.

## História
Bizarre Creations foi fundada como Raising Hell Software em 1988 por Martyn R. Chudley.
A Sega exerceu pressão sobre sobre o uso de "Hell" ("Inferno" em português) no nome da empresa pois achavam inapropriado, então ficou sem nome por um certo período. Em 1994, sob uma pendente submissão a Psygnosis e Sony, forçou-se a necessidade de um novo nome. O fundador inicialmente colocou o nome de Weird Concepts no documento de submissão. Mais tarde um membro da equipe de funcionários usou uma ferramenta do Microsoft Word para buscar sinônimos e o nome Bizarre Creations passou a ser adotado desde então.[carece de fontes?]
A equipe começou com cinco pessoas trabalhando no projeto chamado "Slaughter". Depois de ter visto o demo, Psygnosis assinou ao colaborador para que desenvolvesse Formula 1 para PlayStation. Formula 1 tornou-se o mais vendido jogo na Europa em 1996.[carece de fontes?]
Em 26 de setembro de 2007, a companhia anuncia em seu website oficial que a Activision a adquiriu.
No dia 20 de Janeiro de 2011 a Activision, após uma busca mal sucedida por compradores, anuncia que a Bizarre Creations fechará as portas em 18 de fevereiro de 2011.

## Jogos
| Ano                        | Título                         | Plataformas                                      | Publicadoras                      | Ref   |
| -------------------------- | ------------------------------ | ------------------------------------------------ | --------------------------------- | ----- |
| Como Raising Hell Software |                                |                                                  |                                   |       |
| 1988                       | Combat Crazy                   | Commodore 64                                     | TelecomSoft / Silverbird Software | [ 5 ] |
| 1990                       | The Killing Game Show          | Amiga, Atari ST, Mega Drive,                     | Electronic Arts, Psygnosis        |       |
| 1993                       | Wiz 'n' Liz                    | Amiga, Mega Drive                                | Psygnosis                         |       |
| Como Bizarre Creations     |                                |                                                  |                                   |       |
| 1996                       | Formula 1                      | Microsoft Windows, PlayStation                   | Psygnosis                         |       |
| 1997                       | Formula 1 97                   | Microsoft Windows, PlayStation                   | Psygnosis                         |       |
| 2000                       | Fur Fighters                   | Dreamcast, iOS, Microsoft Windows, PlayStation 2 | Acclaim Entertainment             |       |
| 2000                       | Metropolis Street Racer        | Dreamcast                                        | Sega                              |       |
| 2001                       | Project Gotham Racing          | Xbox                                             | Microsoft Game Studios            |       |
| 2002                       | Treasure Planet                | PlayStation 2                                    | Disney Interactive                |       |
| 2003                       | Project Gotham Racing 2        | Xbox                                             | Microsoft Game Studios            |       |
| 2003                       | Geometry Wars: Retro Evolved   | Microsoft Windows, Xbox, Xbox 360                | Microsoft Game Studios            |       |
| 2005                       | Project Gotham Racing 3        | Xbox 360                                         | Microsoft Game Studios            |       |
| 2007                       | Boom Boom Rocket               | Xbox 360                                         | Electronic Arts                   |       |
| 2007                       | Project Gotham Racing 4        | Xbox 360                                         | Microsoft Game Studios            |       |
| 2007                       | Geometry Wars: Galaxies        | Nintendo DS, Wii                                 | Vivendi Games                     |       |
| 2008                       | The Club                       | Microsoft Windows, Xbox 360, PlayStation 3       | Sega                              |       |
| 2008                       | Geometry Wars: Retro Evolved 2 | Xbox 360                                         | Microsoft Game Studios            |       |
| 2010                       | Geometry Wars: Touch           | iOS                                              | Activision                        | [ 6 ] |
| 2010                       | Blur                           | Microsoft Windows, Xbox 360, PlayStation 3       | Activision                        |       |
| 2010                       | 007: Blood Stone               | Microsoft Windows, Xbox 360, PlayStation 3       | Activision                        |       |
| Cancelado                  |                                |                                                  |                                   |       |
| Cancelado                  | Blur 2                         | Microsoft Windows, Xbox 360, PlayStation 3       | Activision                        | [ 7 ] |